# Pfarrkirche Wörth an der Lafnitz

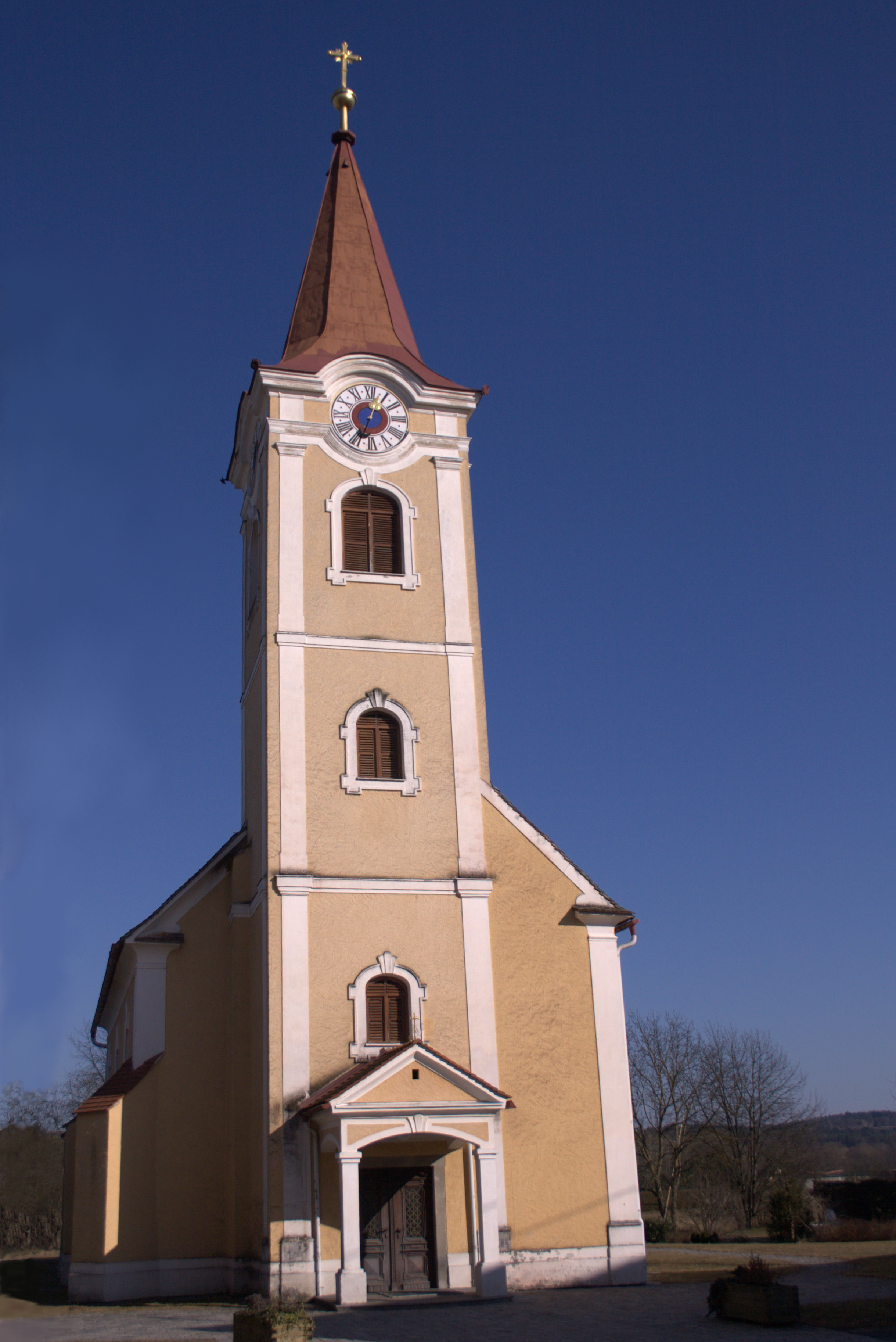
Pfarrkirche hl. Georg

Die römisch-katholische Pfarrkirche Wörth an der Lafnitz steht im Ort Wörth an der Lafnitz in der Gemeinde Rohr bei Hartberg in der Steiermark. Die Pfarrkirche hl. Georg gehört zum Dekanat Hartberg in der Diözese Graz-Seckau. Die Kirche steht unter Denkmalschutz.

## Geschichte
Die Kirche wurde 1313 urkundlich von Gottschalk von Neuberg gestiftet. Die Kirche wurde 1418 von den Ungarn niedergebrannt und 1605 verwüstet. Die heutige Kirchenbau als josephinischer Neubau zeigt am Turm die Jahresangabe 1779.

## Architektur
Die Kirche zeigt kräftige Strebepfeiler am Langhaus und Chor, welche wegen des lockeren Schwemmgrunds errichtet wurden. An den dreijochigen Saalraum mit einer Flachdecke und Pilastergliederung schließt ein eingezogener quadratischer Chor an. Die Musikempore ist dreiachsig. Der quadratische Turm wurde im Westen vorgestellt. Das Kircheninnere zeigt einfache Stuckornamente über den Fenstern.

## Ausstattung

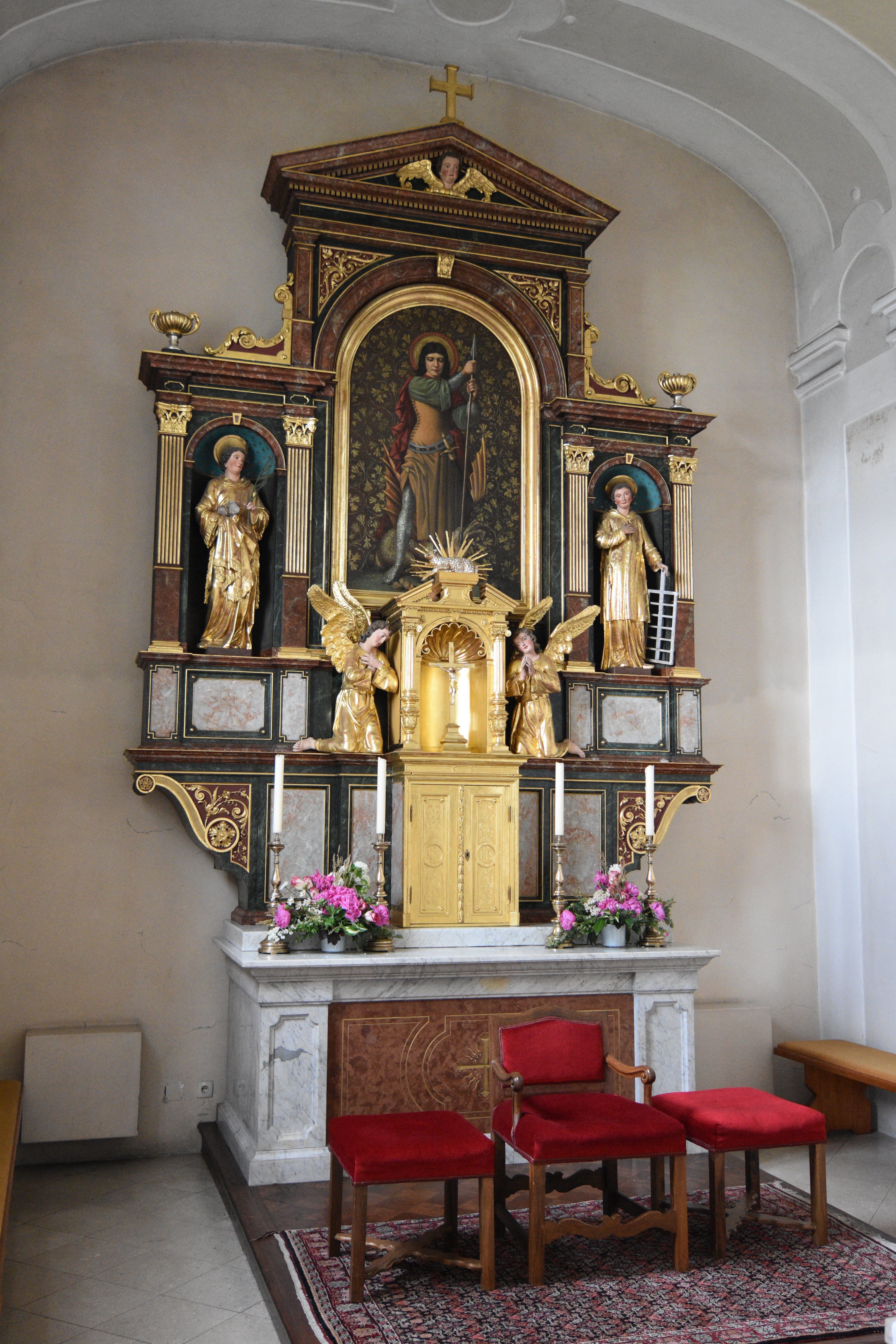
Der Altar

Die drei Altäre sind aus dem Ende des 19. Jahrhunderts. Die Kanzel ist aus der Bauzeit erhalten.